# Селенене, Елеонора Степоновна
Елеонора Степоновна Селенене — советский хозяйственный и государственный деятель, Герой Социалистического Труда.

## Биография
Родилась в 1942 году в оккупированной Литовской ССР. Член КПСС.
Окончила Дотнувский сельскохозяйственный техникум, Литовскую сельскохозяйственную академию.
В 1964—1991 — агроном-бригадир полеводческой бригады колхоза «Науясодис» Утенского района Литовской ССР.
Указом Президиума Верховного Совета СССР от 27 декабря 1976 года присвоено звание Героя Социалистического Труда с вручением ордена Ленина и золотой медали «Серп и Молот».
Депутат Верховного Совета СССР 9-го и 10-го созывов.
Живёт в Литве.

## Награды и звания
- Герой Социалистического Труда (27.12.1976)
- Орден Ленина (12.12.1973, 27.12.1976)